# Emilio Cañedo
Manuel Emilio Fernández Cañedo (n. Oviedo, España, 31 de diciembre de 1972), más conocido como Emilio Cañedo, es un entrenador de fútbol español. Actualmente dirige al Club Deportivo Mosconia de la Tercera Federación.

## Trayectoria
Emilio comenzaría su trayectoria como entrenador en las categorías inferiores del Real Oviedo. Entre 2007 y 2009, dirigiría el Juvenil "A" del conjunto carbayón.
En la temporada 2010-11, firma por el Atlético de Lugones Sociedad Deportiva de la Regional Preferente de Asturias.
En las temporadas 2017-18 y 2018-19, se haría cargo del Club Deportivo Mosconia de la Tercera División de España.
En julio de 2019, regresa al Real Oviedo para dirigir al Juvenil "A".
El 16 de septiembre de 2019, se hace cargo del Real Oviedo Vetusta de la Segunda División B de España, tras el ascenso de Javi Rozada al frente del primer equipo oviedista.
Emilio dirigiría al Real Oviedo Vetusta durante dos temporadas en la Segunda División B de España, pero en mayo de 2021 certificaría su descenso a la Tercera División de España y abandonaría el club carbayón.
El 27 de marzo de 2022, se hace cargo del Real Avilés Club de Fútbol de la Segunda División RFEF, tras la destitución de Astu. En noviembre de 2023 es destituido del cargo.
A principios del mes de junio de 2024, es anunciada su vuelta al Club Deportivo Mosconia, equipo al que entrenará en Tercera Federación, tras ascender la temporada 2023-24.

## Clubes

### Como entrenador
| Club                      | País   | Año       |
| ------------------------- | ------ | --------- |
| Real Oviedo juvenil "A"   | España | 2007-2009 |
| Atlético de Lugones S. D. | España | 2010-2011 |
| C. D. Mosconia            | España | 2017-2019 |
| Real Oviedo juvenil "A"   | España | 2019      |
| Real Oviedo Vetusta       | España | 2019-2021 |
| Real Avilés C. F.         | España | 2022-2023 |
| C. D. Mosconia            | España | 2024-     |